# 2003年新疆客车吉尔吉斯遇袭案
2003年新疆客车吉尔吉斯遇袭案，是2003年发生在吉尔吉斯的一起中国新疆客车遇袭案件。此案导致21人死亡。

## 简介
2003年3月26日晚，一辆往返于中国和吉尔吉斯的中国新疆喀什地区旅客运输责任有限公司的定期旅客班车在从吉尔吉斯首都比什凯克返回喀什途中，在吉尔吉斯北部的纳伦州（距离吉尔吉斯首都比什凯克260公里处）的公路旁边树林中被烧毁。当地警方在3月27日晨在距公路约200米处发现被毁客车残骸。车上有2名司机，19名乘客，其中3名是妇女，全车共21人全部遇难。乘客中有中国公民18人（包括15名中国维吾尔族公民），大多数人是在吉尔吉斯开展商贸活动的中国维吾尔族商人。被毁客车的残骸上有多处弹孔。喀什地区旅客运输责任有限公司得知客车被毁后，随即在3月27日派出包括经理在内的5人赴吉尔吉斯处理善后事宜。
经警方调查，此案为“东伊运”武装分子所为。